# 東京都道312号白金台町等々力線

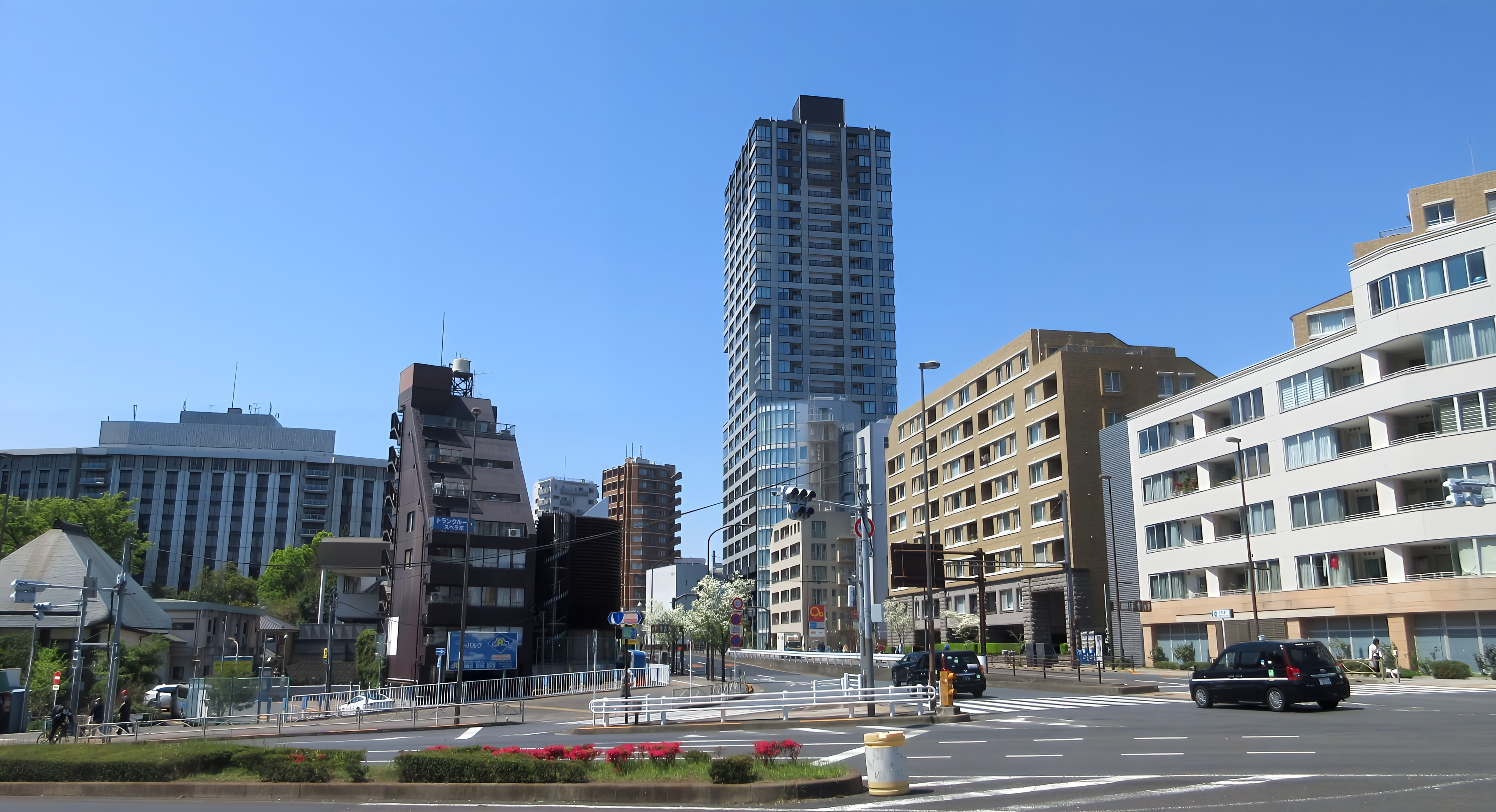
目黒通りの始点(手前が国道1号)

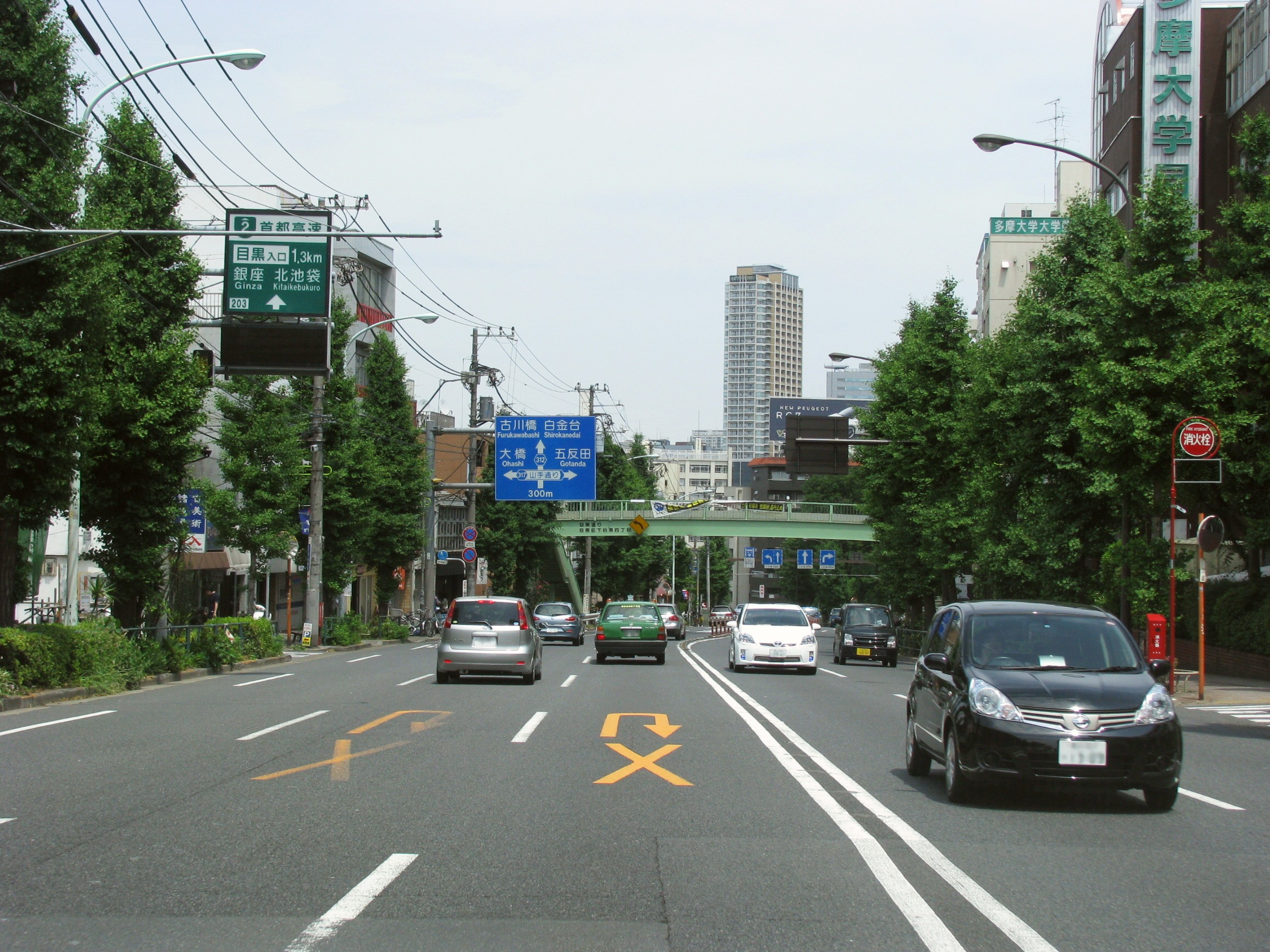
目黒通り（目黒区下目黒付近）
2011年（平成23年）1月

東京都道312号白金台町等々力線（とうきょうとどう312ごう しろかねだいまち とどろきせん）は、東京都港区から品川区、目黒区を経由して世田谷区に至る都道である。通称「目黒通り（めぐろどおり）」。

## 概要
- 起点：東京都港区白金台一丁目（清正公前交差点）
- 終点：東京都世田谷区玉堤二丁目

## 歴史

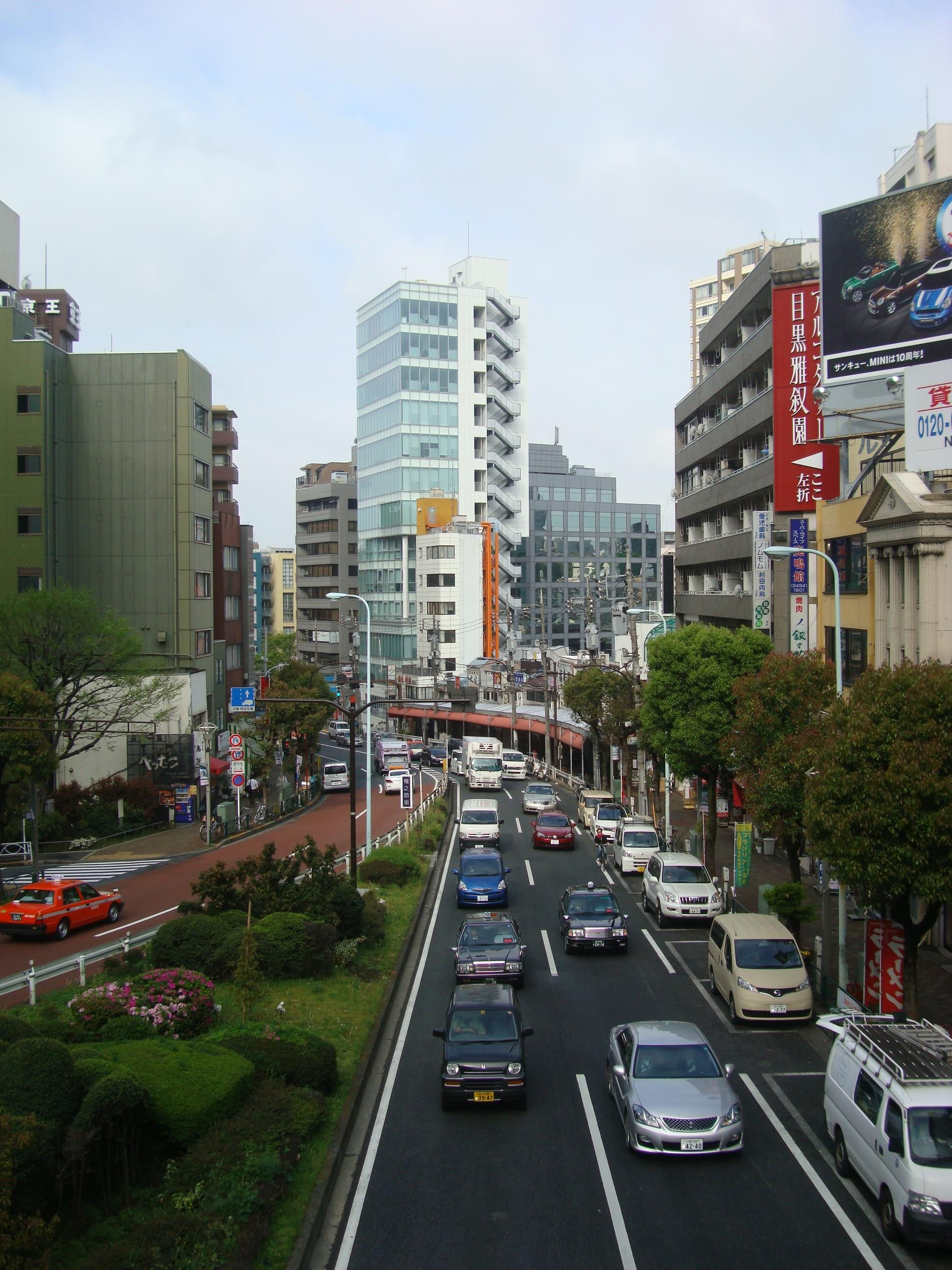
権之助坂（目黒区下目黒）

江戸時代の古地図に、すでにこの道路の姿を見て取ることができる。江戸から大鳥神社、目黒不動尊、さらには浄真寺（九品仏）に向かうための通りでもあった。
1920年（大正9年）4月1日の「東京府告示第百六十二號」（府縣道ノ認定）により、東京都道312号白金台町等々力線の前身となる、東京府道20号芝溝口線が指定される。
放射第3号線として、1964年の東京オリンピックに合わせて、玉川等々力一丁目・二丁目付近が整備された。
1970年、大鳥神社前交差点から目黒バイパス分岐までの約450m間にバス優先車線が設定される。同車線設定は玉川通りと並び東京都初。

## 路線状況
目黒川を横切る権之助坂は比較的勾配がきつい。等々力不動前交差点の先は、国分寺崖線の坂道になっており、急坂を下って、多摩川の土手・多摩堤通りに突き当たり終点となる。

### 通称
- 目黒通り

## 地理

### 通過する自治体
- 東京都
  - 港区 - 品川区 - 目黒区 - 世田谷区

### 交差する道路
- 国道1号桜田通り（港区清正公前交差点）
- 東京都道418号北品川四谷線外苑西通り（港区白金台交差点）
- 東京都道418号北品川四谷線（港区上大崎交差点（支線：港区庭園美術館西交差点））
  - 首都高速2号目黒線とも交差し、至近に目黒出入口がある
- 東京都道317号環状六号線山手通り（目黒区大鳥神社交差点）
- 東京都道420号鮫洲大山線26号線通り（目黒区目黒郵便局前交差点）
- 東京都道318号環状七号線環七通り（目黒区柿ノ木坂陸橋交差点）
- 東京都道426号上馬奥沢線自由通り（目黒区中根交差点）
- 東京都道311号環状八号線環八通り（世田谷区等々力不動前交差点）
- 東京都道11号大田調布線多摩堤通り（世田谷区玉堤）

#### 接続する鉄道路線
- 白金高輪駅 - 白金台駅（東京メトロ南北線・都営地下鉄三田線）
- 目黒駅（山手線・東急目黒線・東京メトロ南北線・都営地下鉄三田線）
- 都立大学駅（東急東横線）
- 等々力駅（東急大井町線）

## 「等々力大橋」の架橋計画

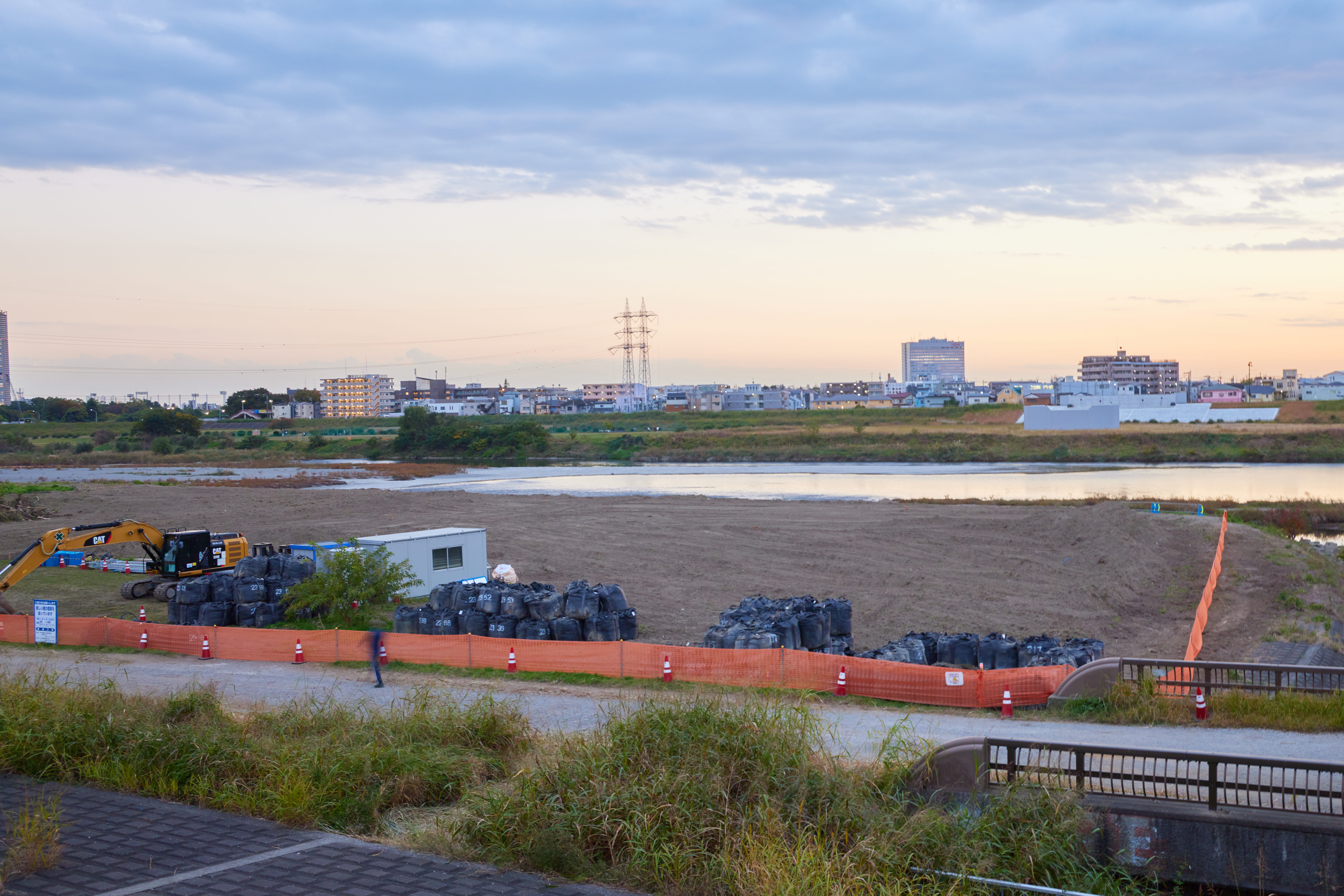
神奈川県側の橋脚が設置された「等々力大橋（仮称）」。2022年11月撮影。

目黒通りを延長する形で、多摩川への新橋の架橋（仮称：等々力大橋）が現在計画されている。
戦後に計画があったが実現せず、2004年（平成16年）に東京都と川崎市から計画が公表された。東京都は、3月に策定した「区部における都市計画道路の整備方針」のなかで多摩川への新橋架橋を「優先的に整備すべき路線」とした。また川崎市も2004年（平成16年）度より調査費を計上し、都市計画道路宮内新横浜線を多摩川河岸まで延長し、新橋を建設して目黒通りと接続する構想計画を発表した。実現すると、かつての多摩川の氾濫やその治水のための河川付け替えにより分断された、東京都と川崎市の「等々力」がほぼ結ばれることになる。
2017年現在、東京都側では道路用地の土地収用はほぼ終わり、現況は測量（平成23年度実施）を終えて、下部基礎工事に入る予定である。一方川崎市側では、多摩川河畔の橋梁の基礎工事は進められているが、府中街道までの用地取得などの進捗が遅くなっている。
2025年度頃の完成を予定していたが、
川崎市は2023年8月17日に、東京都側の橋台を施工するために、多摩堤通りを切り回すのに必要な用地がまだ半分ほどしか取得できていないこと、台風で地形が変わって橋脚の施工方法を変更せざるを得なくなったことから、開通めどを当初より5年延伸して2030年度末とする方針を明らかにした
。
等々力大橋から先は都市計画道路 宮内新横浜線と接続され、新横浜駅前まで一本の道で繋がる計画である。